# 三菱重工爆炸事件
三菱重工爆炸事件發生於1974年8月30日。該事件造成8人死亡，385人受傷。此事件為東亞反日武裝戰線所為之連續企業爆炸事件其中之一。

## 事件经过
東亞反日武裝戰線在「虹作戰」行動中本來預定於1974年8月14日爆破鐵路東北本線的荒川橋梁以暗殺日本天皇裕仁，行動前夕因事跡敗露而停止。
東亞反日武裝戰線認為，三菱重工業為日本帝國主義的代表之一。東亞反日武裝戰線中的「狼」小組便把原來預定要在虹作戰行動中使用的炸彈拿來攻擊三菱重工業。1974年8月30日中午12:25左右，狼小組將定時炸彈放置於當時位於日本東京千代田區丸之內的三菱重工業東京本社大樓一樓出入口的花盆側邊。嫌犯曾在爆炸8分鐘前向警衛室打電話警告，第一次被當做惡作劇電話而被切斷，第二次也立刻被切斷。嫌犯於是向總機打電話警告，總機向庶務課長報告，但為時已晚。炸彈於中午12:43爆炸，除了對三菱重工業東京本社大樓造成破壞，也波及對面的三菱電機大樓、丸大樓等附近建築的窗戶。大樓的玻璃碎片也造成行人受傷。爆炸及玻璃碎片共造成5人當場死亡，3人送醫後死亡，另有385人受傷。
此事件嫌犯中，被逮捕者有大道寺將司及其子、片岡利明等。